# Ornithospila lineata
Ornithospila lineata är en fjärilsart som beskrevs av Moore 1872. Ornithospila lineata ingår i släktet Ornithospila och familjen mätare. Inga underarter finns listade i Catalogue of Life.